# Hutvágner Gergely
Hutvágner Gergely (Dunaharaszti, 2000. július 1. –) magyar utánpótlás-válogatott labdarúgó, a Siófok kapusa.

## Pályafutása

### Klubcsapatokban
Pályafutását a Dalnoki Jenő Akadémián kezdte, majd a Vasas Kubala Akadémiához került. 2016 januárjában próbajátékon vett részt a Manchester Unitednél. Az angol klub ugyan nem szerződtette, és ezt követően Bécsben is járt próbajátékon, egy Portugáliában rendezett válogatott utánpótlás-tornán felkeltette az olasz élvonalbeli Sampdoria érdeklődését. A genovai klub szerződtette a magyar játékost, aki az U17-es és U19-es csapatokban kapott szerepet, a 2016-2017-es szezon utolsó fordulójában pedig a kispadra is leülhetett a felnőtt csapat Napoli  elleni találkozóján. 2018 nyarán profi szerződést írt alá a klubbal. Három év alatt negyvenkét mérkőzésen lépett pályára a Sampdoria korosztályos csapataiban és három alkalommal a felnőttek keretében is lehetőséget kapott, igaz pályára nem lépett. A 2019-2020-as szezont megelőzően a magyar másodosztályban szereplő Siófok vette kölcsön egy évre. A koronavírus-járvány miatt félbeszakított idény során alapembere volt a Balaton-parti csapatnak, huszonegy bajnokin lépett pályára az NB II-ben. 2020 nyarán a Siófok végleg átigaziolta a Sampdoriától.